# Anime music video
En Anime music video (AMV) er en musikvideo, som en fan har sat sammen med udsnit af en anime og udvalgt musik. Anime music videoer er en undergruppe af unofficial music videoer (UMV), der dækker over videoer af enhver art og ikke kun anime. Oprindelig blev de vist på træf for anime- og mangafans (otakuer), og udbredelsen var begrænset til disse træf. Dette ændrede sig imidlertid med udbredelsen af internettet og videoredigeringsprogrammer, der gjorde det muligt for alle at sammensætte en anime music video og uploade det til videodelingssider som f.eks. YouTube. Det betyder at videoerne nu er en udtryksform for fans, hvor genbruget af indhold og nyskabelse af indhold spiller en central rolle i forestillingerne hos unge og voksne.
Med den frie sammensætning af musikvideoerne opstår der også værker, der giver et helt nyt indtryk af en anime, f.eks. ved at der kun udvælges bestemte scener, der reflekterer en særlig stemning eller situation. Blanding af videoer fra forskellige kilder kan også føre til, at figurer der formentlig ellers aldrig ville være finde i samme værk kan støde på hinanden.

## Historie
Den første parodiske anime music video blev ifølge Fred Patten vist af James Kaposztas i New Jersey i 1982. Den bestod af brutale scener fra animeen Uchuu Senkan Yamato, tilsat musik i form af Beatles-sangen All You Need Is Love.
I september 1993 kunne den første bemærkelsesværdige AMV noteres. Vlad G. Pohnerts "Orange Road" forbandt Samantha Fox's hit "I Only Wanna Be with You" fra 1993 med udsnit af animeudgaven Izumi Matsumotos Kimagure Orange Road. Begge værker har det til fælles, at de følger en intellektuel dreng, der forelsker sig i en selvrådig pige, og som må overvinde forskellige forhindringer. Selvom denne AMV kun blev vist ved private lejligheder og derfor kun havde et begrænset publikum, så er den et tegn på fællesskabet mellem de to temaer i populærkulturen.
Den første generation af AMV-producenter som Otaku Vengeance og Dark Rose Studios skabte også værker, der benyttede sig af dunklere og mere rebelsk musik, hvilket gjorde det oprindelige indhold i en given anime betydeligt mere perverst. Således kom AMV'en Bitches til at fremstå, som om at figurerne fra børneserien Pokémon sang linjer som "Bitches love me, cause they know that I can rock […]".

## Inddeling
AMV'er kan inddeles efter forskellige kendetegn. Tidligere var AMV'er simple sammensætninger og gentagelser af enkelte scener, der til dels var lavet med simple teknikker som kopiering fra et VHS-bånd til et andet, men med tiden steg krav og forventninger i takt med udbredelsen at professionelle videoredigeringsprogrammer til almindelige computere. Der udviklede sig to grundlæggende former for videoer. På den ene side AMV'er der benytter de moderne effekter og muligheder til at øge indtrykket af animeen i samklang med musikken, og på den anden side fremstilling af videoer, der stort set kun handler om effekterne. Derudover kan videoerne inddeles efter temaer, sådan som f.eks. Jamie Sexton opstillede det på basis af AMVWiki.org:
1. Fortællekunst: Der bruges både musik og passende videoscener til at fortælle en egen historie, der følges med den oprindelige handling fra animeen eller bestemte dele af den, for at skaffe en helt egen forestilling.
2. Information: Musikvideoen koncentrerer sig om at formidle en meddelelse, der ofte har at gøre med skaberens følelser omkring temaer som kærlighed, kærlighed, uskyldighed osv.
3. Undersøgelse af temaer: En del af videoerne beskæftiger sig med figurernes udvikling, deres personligheder, biografier eller indbyrdes forhold. De beskæftiger sig ofte også med sammentræf og analogier.

## Jura
Som udgangspunkt er stort set al anime og rigtig meget musik omfattet af ophavsret, og det er derfor ikke tilladt at gengive dem uden tilladelse fra rettighedshaverne. Dette gælder også redigerede værker som AMV'er, uanset hvor kreative skaberne af disse måtte have været. I praksis bliver AMV'er dog ofte uploaded til videodelingssider, til trods for at disse formelt set er forpligtede til at fjerne dem. Ofte bliver der dog set igennem fingre med det, da de reelt også fungerer som reklamer. Der sker dog af og til krav om indgreb, typisk vedrørende musikken da denne som oftest ikke er modificeret men gengives som direkte kopi. Noget der af og til kan føre til, at lydsporet fjernes fra en AMV, mens videoen får lov at blive, til trods for at scenerne i den er benyttet lige så illegalt som musikken.
Til trods for de ovennævnte indskrænkninger bliver anime music videoer vist på selv professionelle udstillinger og messer, eller der bliver endda afholdt konkurrencer som AMV Iron Chef - en hentydning til tv-køkkenet Iron Chef - hvor deltagerne indenfor et bestemt tidsrum skal lave en AMV, der efterfølgende bliver bedømt. Udenfor Japan gås ud fra, at markedet ikke er stort nok til at retslige skridt fra rettighedshavernes side vil kunne betale sig, da især reklameværdien vægter højere. Det er dog ingen beskyttelse, og retslige skridt kan forekomme. F.eks. måtte den dengang største side på området, AnimeMusicVideos.org, fjerne over 2.000 videoer fra deres servere i 2005, efter at Wind-Up Records have udvirket en advarsel og krav om, at der ikke ville ske gentagelser.